# Ciruelos de Cervera
Ciruelos de Cervera est une commune d'Espagne dans la communauté autonome de Castille-et-León, province de Burgos. Elle s'étend sur 37,874 km2 et comptait environ 123 habitants en 2011.